# Tigridia potosina
Tigridia potosina är en irisväxtart som beskrevs av López-ferr. och Mario Adolfo Espejo Serna. Tigridia potosina ingår i släktet Tigridia och familjen irisväxter. Inga underarter finns listade i Catalogue of Life.